# Neoidriella
Neoidriella is een geslacht van schimmels dat behoort tot de orde Xylariales. De familie is nog niet zeker (Incertae sedis). De typesoort is Neoidriella desertorum.